# Rondo (Arkansas)
Pour les articles homonymes, voir Rondo.
Rondo est un village situé dans l’État américain de l'Arkansas, dans le comté de Lee.